# Yolande von Flandern
Yolande von Flandern (auch Yolande de Dampierre, Yolande de Cassel und Yolande de Bar, * 15. September 1326 in der Burg Alluyes; † 12. Dezember 1395 auf der Burg La Motte-aux-Bois bei Nieppe), die Tochter von Robert de Cassel, Seigneur de Marle et de Cassel, war eine politisch aktive Frau im Norden und Osten Frankreichs.

## Leben
Yolande wuchs als Verwandte von Johanna von Burgund, der ersten Ehefrau Philipps von Valois am französischen Königshof auf. Ihr Bruder starb jung, als sie selbst erst wenige Jahre alt war; sie erbte dessen Apanage, d. h. vor allem Flandre maritime (heute in etwa das Arrondissement Dunkerque). Sie war Ludwig von Male, dem zukünftigen Grafen von Flandern, als Ehefrau versprochen, heiratete dann aber 1338 im Alter von 12 Jahren mit kirchlichem Dispens einen anderen Verwandten, Heinrich IV. von Bar, Sohn von Eduard I. von Bar und Maria von Burgund. Mit 13 Jahren wurde sie das erste Mal Mutter. Heinrich starb sechs Jahre nach der Hochzeit, hinterließ zwei Kinder im Alter von fünf Jahren und einem Jahr. Die 18-jährige Yolande übernahm die Regentschaft bis zur Volljährigkeit ihres Sohnes Eduard II., musste dabei aber gegen Peter von Bar, Herr von Pierrefort, und Theobald von Bar, Herr von Pierrepont, kämpfen, die an der Regentschaft teilhaben wollten. In Bündnissen mit Philipp VI. von Frankreich und Herzog Rudolf von Lothringen gelang es ihr, die Rolle der Vettern klein zu halten.
Eduard wurde am 10. Oktober 1349 für volljährig erklärt. Im Jahr darauf verwüsteten die Truppen von Marie de Châtillon, Regentin von Lothringen, und dem Grafen von Salm die Grafschaft Bar. Als Vergeltung verwüsteten Yolande, Eduard und Adhémar de Monteil, Bischof von Metz, die Gegend um Nancy. Ein Waffenstillstand beendete die Auseinandersetzungen am 14. August 1351. Eduard II. starb im Jahr darauf. Sein Bruder Robert I. trat die Nachfolge an, war aber selbst erst sieben Jahre alt.
Das Problem der Regentschaft stellte sich nun anders dar als sieben Jahre zuvor. Yolande war im Begriff, sich erneut zu verheiraten: Philipp von Navarra, Graf von Longueville, der Johann II. von Frankreich dessen Thron streitig machte. Andererseits hatte Johanna von Bar, Countess of Surrey und Tochter von Heinrich III. von Bar, König Johann II. wissen lassen, dass sie bereit sei, die Regentschaft zu übernehmen. Das Parlement de Paris  entschied am 5. Juni 1352, dass Bar in der Hand des Königs sei, welcher daraufhin am 27. Juli 1352 Johanna von Bar die Regentschaft übertrug. Yolande, die zunächst auf die Regentschaft verzichtet hatte, überdachte ihre Entscheidung und stellte Truppen auf, um gegen Jeanne de Bar zu kämpfen. Im Oktober 1353, nach ihrer Wiederverheiratung, nahm Philipp von Navarra an der Verteidigung Bars teil, in das die Lothringer eingedrungen waren. Er wurde von Heinrich von Bar, Herr von Pierrefort, festgenommen und eingekerkert. Nach der Verhaftung und einer Intervention König Johanns verzichtete Yolande auf die Regentschaft.
Nach seiner Freilassung im Jahr 1356 schloss sich Philipp von Navarra der Sache seines Bruders Karl II., genannt „der Böse“, König von Navarra, an, der sich in Gefangenschaft des Königs von Frankreich befand. Er verbündete sich in der Normandie mit Eduard III. von England und öffnete den Engländern das Seinetal, indem er sich in Évreux verschanzte. Mit seinem Bruder Ludwig von Navarra forderte er König Johann und dessen Sohn Karl, den späteren König Karl V. heraus. Es gelang ihm jedoch nicht, die gesamte Provinz zu unterwerfen. Am 19. September 1356 kämpfte er in der Schlacht von Poitiers an der Spitze der Truppen Navarras unter dem Kommando des Schwarzen Prinzen.
Die Niederlage der französischen Armee beraubte Johanna von Bar der Unterstützung des Königs von Frankreich, der in Gefangenschaft geraten war. Yolande übernahm erneut die Regentschaft und ihr Sohn Robert wurde im Dezember 1356 zum Ritter geschlagen. Am 8. November 1359 wurde er für volljährig erklärt. 1354 hatte König Karl IV. die Grafschaft Bar zum Herzogtum erhoben – Bar war Reichslehen, obwohl der Graf in Bezug auf das Land links der Maas seit einem halben Jahrhundert Vasall des Königs von Frankreich war. Als er 1364 Maria von Frankreich heiratete, Tochter von Johann II., war er Schwiegersohn des alten und Schwager des neuen französischen Königs, über die Mutter seiner Ehefrau, Jutta von Luxemburg, zudem Neffe des Kaisers. Johann II. starb am 8. April 1364, am 19. Mai nahm Robert an der Krönung Karls V. in Reims teil.
Philipp von Navarra trat 1360 dem Frieden von Brétigny zwischen Frankreich, England und Navarra bei. Sein Bruder Karl wurde sein Stellvertreter in Frankreich und der Normandie. Nach seiner Versöhnung mit dem König kämpfte er an der Seite von Bertrand du Guesclin. 1363 wurde er von Karl V. aufgefordert, ihn auf einen Kreuzzug zu begleiten und übertrug ihn in diesem Vorhaben seine Vollmachten. Philipp von Navarra starb allerdings am 29. August 1363 in Vernon ohne Erben, woraufhin Karl V. Philipps Grafschaft Bertrud du Guesclin anbot, der soeben die Schlacht von Cocherel gegen Navarra gewonnen hatte. Yolande von Flandern, Philipps Witwe, widersetzte sich du Guesclin, um ihre Ansprüche als Witwe auf die Grafschaft zu sichern., sie bekam aber nur die Schulden ihres Mannes.
1370 verschlechterten sich die Beziehungen zwischen Yolande und Peter von Bar, nachdem der Herr von Pierrefort sich eine Reihe von Übergriffen geleistet hatte. Karl V. selbst forderte Yolande auf, Maßnahmen zu ergreifen, um die Ordnung wieder herzustellen. Im Oktober/November 1370 machten sie den Fehler, Heinrich von Bar in Vincennes, also auf dem Gebiet des Königs, verhaften zu lassen. Der König wiederum schien seine Aufforderung zur Wiederherstellung der Ordnung vergessen zu haben, nahm Yolande Initiative übel und berief sich nun auf Majestätsbeleidigung. Yolande wurde 1371 verhaftet und in den Temple gesperrt, und erschwerte ihren Fall noch durch ihre Flucht.: sie wurde aufgegriffen und erneut in den Tempel gebracht. In Flandern intervenieren die Oberen zu ihren Gunsten. 1373 wurde sie gegen eine Lösegeld von 18.000 Livre freigelassen.
1378 begann das Abendländische Schisma, Ludwig von Male unterstützte Urban VI., Yolande hingegen Clemens VII., wurde aber auch dadurch nicht die Schulden ihres verstorbenen Gatten los. Die Engländer, die Urban stützten, fielen zu einem Kreuztug („Despenser’s Crusade“) in Frankreich ein und plünderten Dunkerque, Yolande floh in ihr Hôtel de Cassel in Paris.
Am 1. Oktober 1388 begann sie einen Prozess vor dem Parlement in Paris gegen Philipp den Kühnen, Herzog von Burgund und Graf von Flandern mit der Begründung, er wolle Gesetze auch in den ihr gehörenden Städten erlassen, obwohl sie als einzige dazu befugt sei. Am 25. Mai 1389 gab ihr das Parlement recht. Nachdem sich 1391 ihre Verhältnis zum Herzog wieder beruhigt hatte, erhielt sie von Philipp dem Kühnen 1400 Livres im Austausch als Ablöse für Ansprüche, die sie an die Städte Watten und Bergues stellte.
Gegen Ende ihres Lebens hielt Yolande sich häufig in ihrer Burg La Motte-aux-Bois auf, wo sie auch starb. Sie wurde in Bar bestattet.

## Ehe und Nachkommen
Aus ihrer Ehe mit Heinrich IV. von Bar hatte sie drei Kinder:
1. Eduard († jung)
2. Eduard II. (* 1339, † 1352), Graf von Bar
3. Robert I. (* 1344, † 1411), Graf und später Herzog von Bar, Marquis de Pont-à-Mousson, Seigneur de Cassel

1344 wurde sie Witwe, 1353 heiratete sie Philipp von Navarra († 1363), Bruder von Karl II. der Böse, König von Navarra. Keine Nachkommen aus dieser Ehe.